# Al-Ma'ida

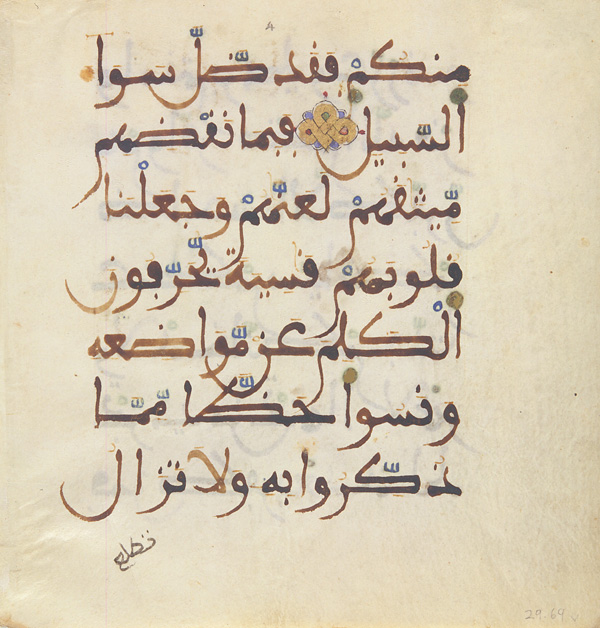
Vers 12–13 ur sura 5 ("Den himmelska måltiden") från ett nordafrikanskt Koranmanuskript från 1200-talet.

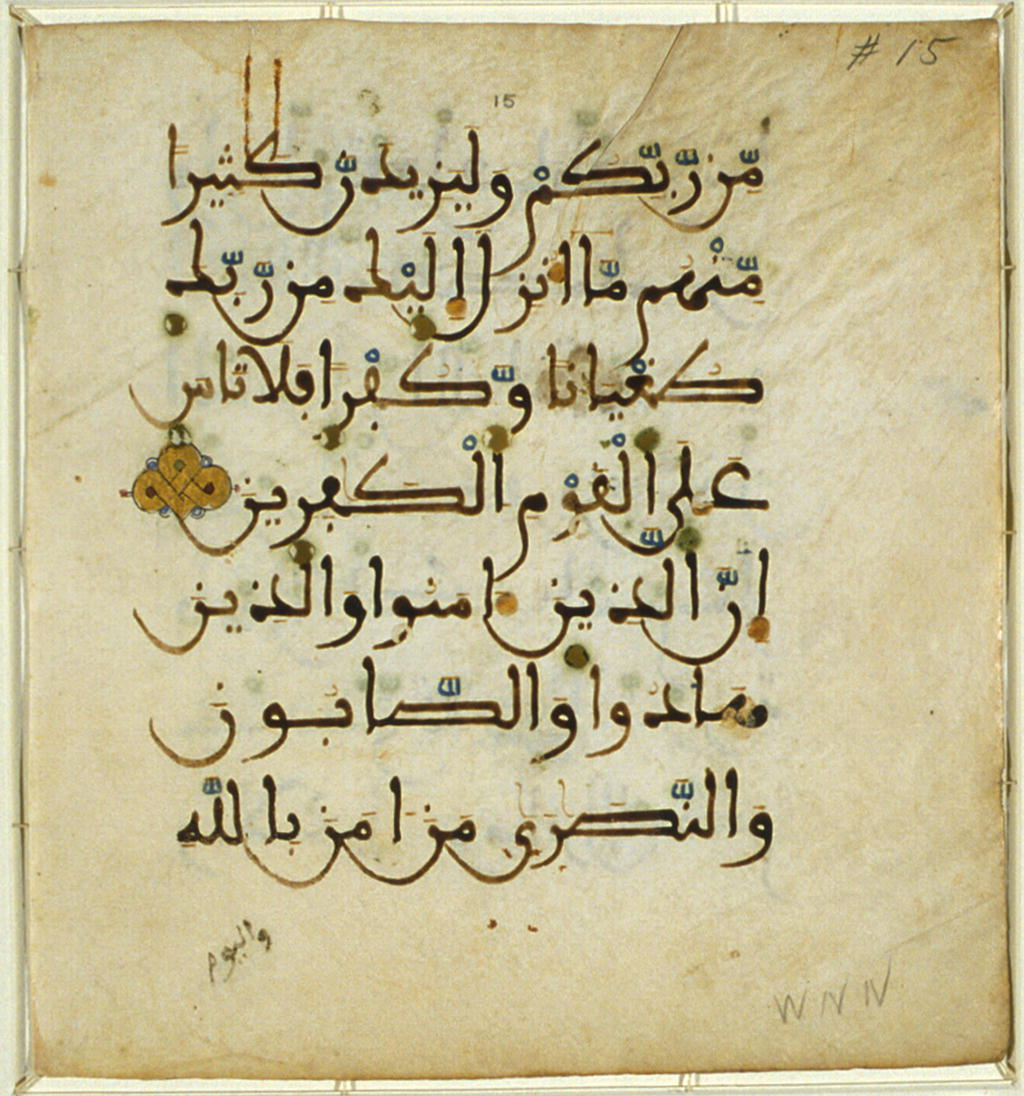
Vers 68–69 i Al-Mâ'idah.

Al-Mâ'idah (arabiska: سورة المائدة, Sūratu al-Mā'idah, "Den himmelska måltiden", "Bordet") är den femte suran i Koranen med 120 verser (ayah). Det är en medinsk sura. Suran börjar med att specificera vilka djur som är förbjudna respektive tillåtna att äta. Surans huvudämnen är annars Isas (Jesus) och Musas (Moses) profetiska uppdrag, liksom förvrängningen av deras ursprungliga budskap av vissa judar och kristna. Suran vänder sig dock med ett löfte till alla sanna troende – oavsett samfundstillhörighet:
| ” | De som tror [på denna Skrift] och de som bekänner den judiska tron och sabierna och de kristna - ja, [alla] som tror på Gud och den Yttersta dagen och som lever ett rättskaffens liv - skall förvisso få sin fulla lön av sin Herre och de skall inte känna fruktan och ingen sorg skall tynga dem. | „ |